# Keito Kawamura
Keito Kawamura (japanisch 河村 慶人 Kawamura Keito; * 11. September 1999 der Präfektur Osaka) ist ein japanischer Fußballspieler.

## Karriere
Keito Kawamura erlernte das Fußballspielen in der Universitätsmannschaft der Nippon Sport Science University.  Von September 2021 bis Saisonende wurde er von der Universität an Tokyo Verdy ausgeliehen. Der Verein, der in der Präfektur Tokio beheimatet ist, spielte in der zweiten japanischen Liga. Hier kam er jedoch nicht zum Einsatz. Nach der Ausleihe wurde er am 1. Februar 2022 von Verdy fest unter Vertrag genommen. Sein Zweitligadebüt gab Hiroto Taniguchi am 19. Februar 2022 (1. Spieltag) im Auswärtsspiel gegen V-Varen Nagasaki. Hier wurde er in der 85. Minute für Ryōga Satō eingewechselt. Sein erstes Zweitligator schoss er am zweiten Spieltag im Heimspiel gegen den Tochigi SC. Hier schoss er in der 78. Minute das Tor zum 3:0-Endstand. Am Ende der Saison 2023 wurde er mit Verdy Tabellendritter. In den Aufstiegsspielen konnte man sich durchsetzen und stieg in die erste Liga auf. Im Juli 2024 wechselte er auf Leihbasis zum Zweitligisten Blaublitz Akita. Hier bestritt er 15 Zweitligaspiele. Nach der Ausleihe kehrte er zu Verdy zurück. Hier wurde jedoch sein Vertrag nicht verlängert. Im Februar 2025 verpflichtete ihn der Drittligist Kagoshima United FC.